# New York Knicks
De New York Knicks of New York Knickerbockers is een Amerikaans basketbalteam uit New York.

## Geschiedenis
De naam Knickerbocker komt uit het boek The History of New York van Washington Irving, waarin de fictieve Nederlandse auteur Diedrich Knickerbocker optrad. Hierdoor werden Nederlandse kolonisten Knickerbockers genoemd. De oranje, witte en blauwe clubkleuren komen voort uit de Nederlandse Prinsenvlag.
De Knicks spelen in de NBA (Atlantic Division, Eastern Conference) en zijn ook stichtend lid van de NBA, opgericht in 1946. Het thuishonk van de Knicks is Madison Square Garden, liefkozend het mekka van basketbal genoemd.

## Recente jaren
In het seizoen 2020/21 haalde New York Knicks onder coach Tom Thibodeau voor het eerst sinds het seizoen 2012/13 weer de playoffs. Hierin werd in de eerste ronde verloren van Atlanta Hawks. Onder leiding van sterspeler Trae Young versloeg Atlanta Hawks New York Knicks in vijf wedstrijden. Dit ondanks het thuisvoordeel voor de Knicks. In het seizoen 2022/23 werd voor het eerst in tien jaar weer de tweede ronde van de play-offs gehaald. Na Cleveland Cavaliers in vijf wedstrijden aan de kant te hebben gezet (4-1 in de serie) lukte het de Knicks, onder leiding van sterspeler Jalen Brunson, niet om ook de Miami Heat te verslaan. Miami Heat was in zes wedstrijden te sterk.

## Erelijst
Division Championships:
- 1971 Atlantic Division Champions
- 1989 Atlantic Division Champions
- 1993 Atlantic Division Champions
- 1994 Atlantic Division Champions
- 2013 Atlantic Division Champions

Conference Championships:
- 1951 Eastern Conference Champions
- 1952 Eastern Conference Champions
- 1953 Eastern Conference Champions
- 1970 Eastern Conference Champions
- 1971 Eastern Conference Champions
- 1973 Eastern Conference Champions
- 1994 Eastern Conference Champions
- 1999 Eastern Conference Champions

NBA Championships:
- 1970 NBA Champions
- 1973 NBA Champions

## Bekende oud-spelers
- Carmelo Anthony (2011-2017)
- Bill Bradley (1967-1977)
- Patrick Ewing (1985-2000)
- Walt Frazier (1967-1977)
- Harry Gallatin (1948-1957)
- Spencer Haywood (1975-1979)
- Phil Jackson (1967-1978)
- Willis Reed (1964-1974)